# Ковтун Валерій Петрович
Валерій Петрович Ковтун (22 жовтня 1944 , Ясинувата, Сталінська область  — 3 лютого 2005 , Київ ) — український радянський артист балету, балетмейстер, Народний артист УРСР і СРСР.

## Біографія
Народився 22 жовтня 1944 року в місті Ясинувата, тепер Донецька область, Україна. В дитинстві відвідував заняття танцювального гуртка в Будинку культури залізничників в Ясинуватій, займався в самодіяльному колективі балету при Будинку культури студентів у Дніпропетровську. У 1962 році став учнем шостого класу Київського державного хореографічного училища. Навчався у педагогів І. М. Булатової та Є. М. Зайцева. У 1965 році закінчив його.
У 1965–1968 роках — артист Харківського театру опери та балету. З 1968 по 1985 рік — артист Київського академічного театру опери та балету імені Т. Г. Шевченка. В театрі з 1969 року склався творчий дует Валерія Ковтуна та солістки балету Тетяни Таякіної.
Брав участь в міжнародних балетних конкурсах:
- 5-й Міжнародний балетний конкурс у Варні (1970 рік, третє місце);
- Міжнародний конкурс артистів балету в Москві (1973 рік, друге місце);
- IV Міжнародний фестиваль танцю в Парижі (премія імені Вацлава Ніжинського Французької академії танцю, 1977).

З 1973 року на запрошення Майї Плісецької виступав її партнером на телезйомках, в зарубіжних гастрольних виставах і в спектаклях Большого театру.
Гастролював в Англії, Індії, Угорщині, Італії, Німеччині, Болгарії, Чехії, Словаччині, Югославії, Хорватії, Польщі, Франції, США, Аргентині, Японії, Швейцарії, Колумбії, Коста-Риці, Венесуелі, Нікарагуа, Іспанії, Панамі, Норвегії, Швеції, Данії та інших країнах.
З 1977 по 1997 рік викладав дуетний танець в Київському хореографічному училищі. Член КПРС з 1978 року. В 1984 році закінчив балетмейстерський факультет Державного інституту театрального мистецтва в Москві (педагог Р. Захаров). В 1985–1987 роках — головний балетмейстер Київського театру опери і балету. У 1987–1988 роках — головний балетмейстер Укрконцерту. З 1989 року — художній керівник і головний балетмейстер Київського театру класичного балету. У 1989–2003 роках — завідувач кафедрою сценічного руху в Київському інституті театрального мистецтва імені І. Карпенка-Карого. У 1998–2005 роках — головний балетмейстер Київського музичного театру для дітей та юнацтва.

Могила Валерія Ковтуна

Жив у Києві. Помер від енцефаліту у 60-річному віці 3 лютого 2005 року. Похований разом із родиною на Байковому кладовищі (ділянка № 49б, 50°25′3.15″ пн. ш. 30°30′2.70″ сх. д. / 50.4175417° пн. ш. 30.5007500° сх. д.).

### Родина
Був одружений з артисткою балету та хореографом Тетяною Таякіною (1951—2023). Їх син Кирило (1973—2020) також став танцюристом, викладав в училищі дуетний танець. Є два онуки.

## Творчість

### Артист балету
Репертуар Харківського театру опери та балету:
- Зігфрід («Лебедине озеро» П. Чайковського);
- Альберт («Жизель» А. Адана);
- Базиль («Дон Кіхот» Л. Мінкуса);
- Гармодій («Спартак» А. Хачатуряна);
- Хуліган («Панночка і Хуліган» на музику Д. Шостаковича);
- Вацлав («Бахчисарайський фонтан» Б. Асаф'єва);
- Ромео («Ромео і Джульєтта» С. Прокоф'єва).

Репертуар Київського театру опери та балету:
- Зігфрід («Лебедине озеро» П. Чайковського);
- Принц («Лускунчик» П. Чайковського);
- Дезіре («Спляча красуня» П. Чайковського);
- Жан де Брієнні («Раймонда» О. Глазунова);
- Альберт («Жизель» А. Адана);
- Базиль («Дон Кіхот» Л. Мінкуса);
- Джеймс («Сильфіда» Х. Левенсхольда);
- Красс («Спартак» А. Хачатуряна);
- Лукаш («Лісова пісня» М. Скорульского);
- Ромео («Ромео і Джульєтта» С. Прокоф 'єва);
- Вацлав («Бахчисарайський фонтан» Б. Асаф'єва);
- Данила («Кам'яна квітка» С. Прокоф 'єва);
- Принц («Попелюшка» С. Прокоф 'єва);
- Паріс («Лілея» К. Данькевича);
- Дон Жуан («Кам'яний господар» В. Губаренка);
- Петро, Сергій («Поема про Марину» Б. Яровинський);
- Граф Вишенька («Чиполліно» К. Хачатуряна);
- Вронський («Анна Кареніна» Р. Щедріна);
- Ферхад («Легенда про любов» А. Мелікова);
- Франц («Блакитний Дунай» на музика Й. Штрауса);
- Іван («Тіні забутих предків» В. Кирейка);
- Юнак («Шопеніана» на музику Ф. Шопена);
- Юнак («Болеро» М. Равеля);
- Юнак («Третя сюїта» на музику П. Чайковского);
- Дафніс («Дафніс і Хлоя» М. Равеля);
- Солор (картина «Тіні» з балету «Баядерка» Л. Мінкуса);
- Бачення («Бачення троянди» на музику К. М. Вебера);
- Юнак («Метелик» Ж. Оффенбаха).

### Балетмейстер
Постановки в Київському театрі опери і балету:
- «Спляча красуня» П. Чайковського (1980);
- Вечір одноактних балетів: А. Понкіеллі «Танці годин» з опери «Джоконда», «Третя сюїта» на музика П. Чайковского (1983);
- «Шарка» на музику Б. Сметани (1984);
- «Баядерка» Л. Мінкуса (1985);
- «Лускунчик» П. Чайковського (1986);
- «Лебедине озеро» П. Чайковського (1987);
- «Лілея» К. Данькевича (2003).

Постановки в Київському театрі класичного балету:
- «Лебедине озеро» П. Чайковського (1989);
- «Шопеніана» на музику Ф. Шопена (1989);
- Вечір одноактних балетів на музику П. Чайковского: «Біла сюїта» і «Франческа да Ріміні» (1990);
- «Жизель» А. Адана (1990);
- «Аполлон Мусагет» І. Стравінського (1991);
- «Болеро» М. Равеля (1992);
- «Кармен-сюїта» Ж. Бізе — Р. Щедріна (1992);
- «Лускунчик» П. Чайковського (1992);
- «Спартак» А. Хачатуряна (1996).

Постановки в Київському музичному театрі для дітей та юнацтва:
- «Наяда і Рибак» Ц. Пуні (1999);
- «Петя і Вовк» на музику С. Прокоф 'єва (1999);
- «Жизель» А. Адана (2000);
- «Лебедине озеро» П. Чайковського (2001);
- «Ромео і Джульєтта» С. Прокоф 'єва (2002);
- «Блискучий дивертисмент» на музику Ж. Бізе (2002);
- «Шопеніана» на музику Ф. Шопена (2004);
- «Попелюшка» на музику С. Прокоф'єва (2004);
- «Сомнамбула» на музику П. Чайковського (2004).

Постановки в інших театрах:
- «Лучаферул» Е. Доги в Молдавському академічному театрі опери і балети (1983) — дипломная работа в Московському інституті театрального мистецтва;
- «Лускунчик» П. Чайковського (1991, Сербська національна опера в Новому Саді; 2003, Словенська Національна опера в Мариборі);
- «Лебедине озеро» П. Чайковського (1991, Український художньо-спортивний ансамбль «Балет на льоду»; 1992, Сербська національна опера в Новому Саді; 1997, Словенська Національна опера в Мариборі);
- «Баядерка» Л. Мінкуса (1995, Румунська Національна опера в Бухаресті; 2003, Словенська Національна опера в Мариборі);
- «Жизель» А. Адана (1999, Словенська Національна опера в Мариборі);
- Вечір одноактних балетів: «Франческа да Ріміні» на музику П. Чайковского і «Кармен-сюїта» Ж. Бізе та Р. Щедріна (1999, Словенська Національна опера в Мариборі).

З 1994 по 2004 рік поставив для трупи «Міжнародний балет Очі» («Pavlova-Nijinsky Memorial Ballet International de Ochi») в Нагої (Японія) такі балети:
- «Жизель» А. Адана (1994);
- «Коппелія» Л. Деліба (1994);
- «Біла сюїта» на музику П. Чайковского (1995);
- «Дон Кіхот» Л. Мінкуса (1995, 2001);
- «Спляча красуня» П. Чайковського (1995, 2002);
- «Сильфіда» Х. Левенсхольда (1995);
- Гран-па з балету «Пахіта» Л. Мінкуса (1995);
- Танці з опери «Сід» Ж. Массне (1997);
- «Вальпургієва ніч» Ш. Гуно (1997);
- «Класична симфонія» С. Прокоф'єва (1997);
- «Корсар» А. Адана (1997);
- «Баядерка» Л. Мінкуса (1999, 2003);
- «Лебедине озеро» П. Чайковського (2003);
- «Сомнамбула» на музику П. Чайковского (2004);
- «Паризькі веселощі» на музику Ж. Оффенбаха (2004).

## Відзнаки
- 1976 — Народний артист УРСР;
- 1977 — премія Ленінського комсомолу (разом з Тетяною Таякіною);
- 1978 — Народний артист СРСР;
- 1986 — Шевченківська премія «за створення головних партій в балетах „Лісова пісня“ М. Скорульского, „Спляча красуня“ П. Чайковського у Державному академічному театрі опери та балету УРСР імені Т. Г. Шевченка і концертно-виконавську діяльність останніх років».